# Rhynchobatus laevis
Rhynchobatus laevis är en rockeart som först beskrevs av Bloch och Schneider 1801.  Rhynchobatus laevis ingår i släktet Rhynchobatus och familjen Rhinobatidae. IUCN kategoriserar arten globalt som sårbar. Inga underarter finns listade i Catalogue of Life.